# Austin Reiter
Austin Reiter (Arlington, 27 novembre 1991) è un giocatore di football americano statunitense che milita nel ruolo di centro per i Kansas City Chiefs della National Football League (NFL).

## Carriera professionistica

### Washington Redskins
Reiter fu scelto nel corso del settimo giro (222º assoluto) nel Draft NFL 2015 dai Washington Redskins. L'8 maggio firmò un contratto quadriennale. Fu svincolato il 4 settembre prima dell'inizio della stagione regolare, ma rifirmò con la squadra di allenamento il 29 settembre. Il 13 settembre 2016 fu nuovamente svincolato. Il giornò successivo rifirmò per la squadra di allenamento.

### Cleveland Browns
Il 20 settembre 2016, Reiter firmò con i Cleveland Browns. Il 2 ottobre disputò la prima gara come titolare per i Browns ma durante la partita si ruppe il legamento crociato anteriore. Fu inserito in lista infortunati il 10 ottobre 2016.
Reiter fu svincolato dai Browns il 2 settembre 2018.

### Kansas City Chiefs
Il 3 settembre 2018, Reiter firmò con i Kansas City Chiefs. Il 6 dicembre dello stesso anno firmò firmò un rinnovo contrattuale biennale. Il 2 febbraio 2020 partì come centro titolare nel Super Bowl LIV contro i San Francisco 49ers che i Chiefs vinsero per 31-20, conquistando il primo titolo dopo cinquant'anni.

## Palmarès
- Super Bowl : 3

Kansas City Chiefs: LIV, LVII, Super Bowl LVIII
- American Football Conference Championship: 4

Kansas City Chiefs: 2019, 2020, 2022, 2023